# 张研农
张研农（1948年—），男，四川阆中人，中华人民共和国新闻工作者、政治人物。

## 生平
早年就读于北京101中学，后入伍中国人民解放军空军。1987年，供职于中共中央统一战线工作部研究室。1992年，改中共中央宣传部副秘书长。1996年，进入人民日报社。1998年，任副总编辑。2003年，任社长、总编辑。2014年退休，原总编辑杨振武出任社长。2016年11月，当选中国记协主席。